# Espacio natural Hoces de Vegacervera
Las Hoces de Vegacervera es un espacio natural protegido situado en los términos municipales de Cármenes, Matallana de Torío, Valdepiélago y Vegacervera del que recibe su nombre, al norte de la provincia de León, comunidad autónoma de Castilla y León, España.

## Flora
La vegetación dominante está compuesta por una mezcla de harbáceas y matorrales típicos de pendientes rocosas calcícolas de formas almohadilladas.
En la meseta situada a ambos lados de la hoces se observan pastizales secos con matorrales de aliagas y enebros rastreros. En las laderas del macizo que domina la mayor parte del Espacio se encuentran masas de monte bajo de roble y haya. En el fondo del valle reseñar la presencia del bosque formado por sauces y álamos.

## Fauna
Destaca la presencia del lobo, el desmán de los Pirineos, la lagartija montícola y los insectos Cerambyx cerdo y Geomalacus maculosus.

## Geomorfología
El río Torío atraviesa un bloque de litología consolidada, formado sobre calizas paleozoicas del Carbonífero, formaciones Barcaliente y Valdeteja, produciendo un corte en el mismo de cerca de 500 m de profundidad y una anchura que en la base no sobrepasa los 15 m, presentando los fenómenos normales asociados a los procesos de disolución superficial del material calcáreo (marmitas de gigante, torcas, dolinas, sumideros,…). Todo el bloque calizo presenta dichos procesos de disolución, dándose en profundidad toda la gama de formaciones subterráneas de estos ambiente Kársticos.
Hay que destacar la cueva de Valporquero, claro ejemplo de los procesos Kársticos citados. Su entrada se sitúa en una gran dolina que recoge el agua de escorrentía superficial y la dirige hacia el interior de la cueva, donde discurre por un río subterráneo formando pequeños lagos interiores y modelando el interior de la misma a través de dos niveles. El primer nivel de esta cueva es visitable, pudiéndose observar multitud de estalactitas, estalagmitas, columnas, coladas, mantos.

## Paisaje
La verticalidad de sus paredes y la angostura del valle crea un paisaje natural de belleza incomparable, a lo que hay que unir la gran belleza plástica de la cueva.